# جایزه ادبی فلور

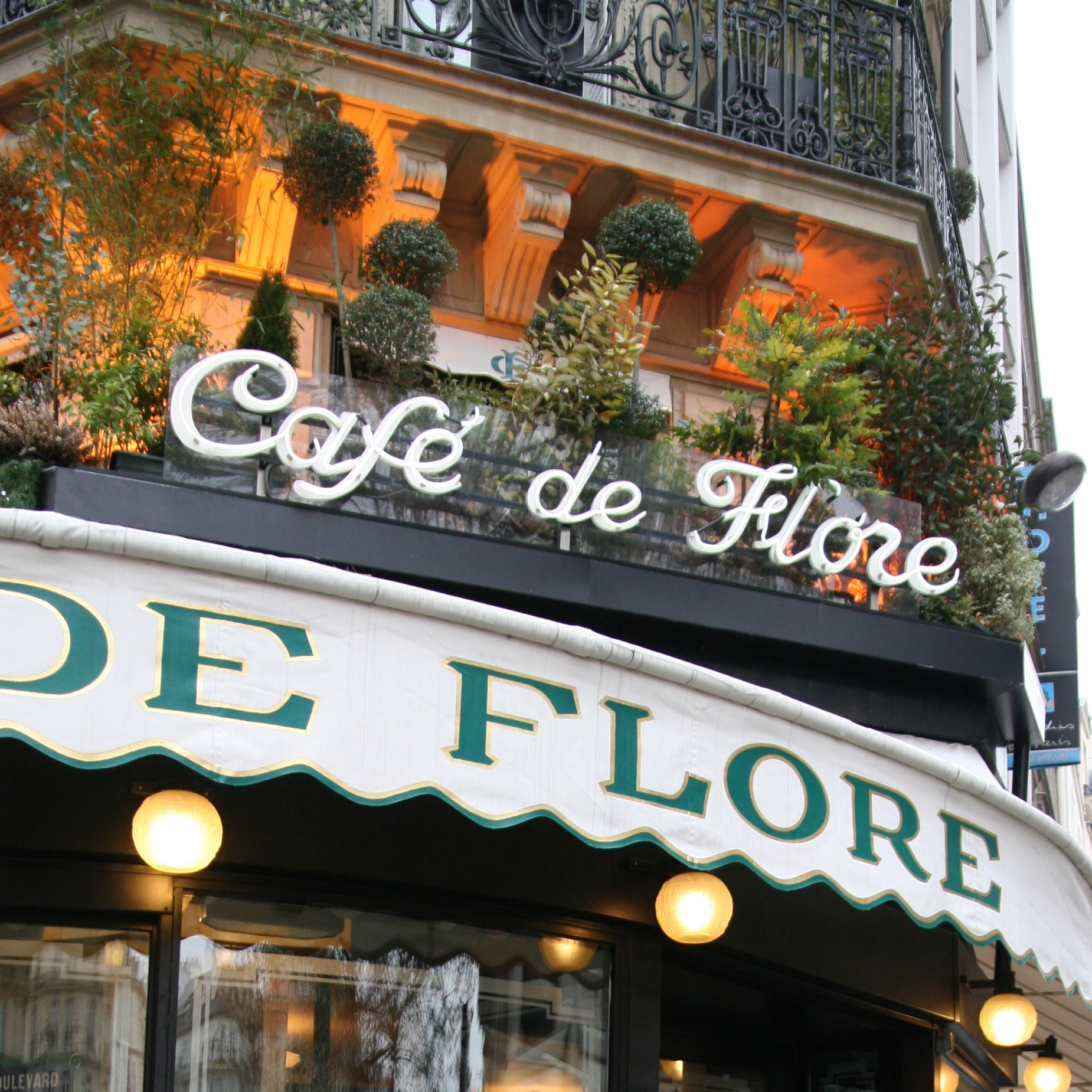
جایزهٔ ادبی فلور

جایزهٔ ادبی فلور  (prix de Flore) در سال ۱۹۴۴ توسط فردریک بیگبدر نویسندهٔ فرانسوی پایه‌گذاری شد. این جایزه به نویسندگان جوانی که توسط گروهی از روزنامه نگاران انتخاب شوند اهدا می‌شود. جایزه فلور هر سال در ماه نوامبر در کافه فلور در پاریس اهدا می‌شود. در دریافت جایزه ملیت نویسنده در نظر گرفته نمی‌شود ولی کتاب باید به زبان فرانسه نوشته شده باشد. برنده این جایزه مبلغ ۶۱۵۰ یورو دریافت می‌کند و همچنین برای یکسال می‌تواند روزی یک لیوان شراب سفید از کافه فلور به رایگان دریافت کند. نام برنده جایزه روی لیوان شراب حک می‌شود.